# Clayton Murphy
Clayton Murphy (New Madison, 26 febbraio 1995) è un mezzofondista statunitense, specializzato negli 800 metri piani.

## Biografia
Nel 2015 ha ottenuto la medaglia d'oro ai Giochi panamericani svoltisi a Toronto nella gara degli 800 metri piani e la medaglia d'argento ai Campionati nord-centroamericani e caraibici di San José nella stessa specialità.
Ha conquistato la medaglia di bronzo ai Giochi olimpici 2016 tenutisi a Rio de Janeiro nella gara degli 800 metri piani.

## Palmarès
| Anno | Manifestazione      | Sede           | Evento      | Risultato  | Prestazione | Note                          |
| ---- | ------------------- | -------------- | ----------- | ---------- | ----------- | ----------------------------- |
| 2015 | Giochi panamericani | Toronto        | 800 m piani | Oro        | 1'47"19     |                               |
| 2015 | Campionati NACAC    | San José       | 800 m piani | Argento    | 1'46"38     |                               |
| 2015 | Mondiali            | Pechino        | 800 m piani | Semifinale | 1'46"28     |                               |
| 2016 | Giochi olimpici     | Rio de Janeiro | 800 m piani | Bronzo     | 1'42"93     | Miglior prestazione personale |
| 2017 | World Relays        | Nassau         | 4×800 m     | Oro        | 7'13"16     |                               |
| 2019 | Mondiali            | Doha           | 800 m piani | 8º         | 1'47"84     |                               |
| 2021 | Giochi olimpici     | Tokyo          | 800 m piani | 9º         | 1'46"53     |                               |
| 2023 | Mondiali            | Budapest       | 800 m piani | Batteria   | 1'47"06     |                               |

## Campionati nazionali
2015
- 4º ai campionati statunitensi, 800 m piani - 1'45"59

2017
- 13º ai campionati statunitensi, 1500 m piani - 3'50"55
- Oro ai campionati statunitensi indoor, 1000 m piani - 2'18"60

2018
- Oro ai campionati statunitensi, 800 m piani - 1'46"50

2019
- Argento ai campionati statunitensi, 800 m piani - 1'46"01
- Oro ai campionati statunitensi indoor, 1000 m piani - 2'20"36

## Altre competizioni internazionali
2016
- 7º al Memorial Van Damme ( Bruxelles), 800 m piani - 1'45"15

2018
- Argento in Coppa continentale ( Ostrava), 800 m piani - 1'46"77
- 5º al Prefontaine Classic ( Eugene), miglio - 3'53"40
- 5º al Memorial Van Damme ( Bruxelles), 800 m piani - 1'45"97
- 6º al Doha Diamond League ( Doha), 800 m piani - 1'47"22

2019
- 5º ai Bislett Games ( Oslo), miglio - 3'52"97
- 10º al Prefontaine Classic ( Eugene), miglio - 3'54"37
- 5º al Golden Gala ( Roma), 800 m piani - 1'44"59
- Bronzo al Meeting international Mohammed VI d'athlétisme de Rabat ( Rabat), 800 m piani - 1'45"99

2021
- 7º all'Herculis ( Monaco), 800 m piani - 1'44"41
- 5º all'Athletissima ( Losanna), 800 m piani - 1'45"77
- 5º al Prefontaine Classic ( Eugene), 800 m piani - 1'45"97

2022
- 14º al Prefontaine Classic ( Eugene), miglio - 3'57"16

2024
- Bronzo allo Shanghai Diamond League ( Shanghai), 800 m piani - 1'45"18